# Le Ray (New York)
Pour les articles homonymes, voir Le Ray (homonymie).
Le Ray est une ville située dans le comté de Jefferson, dans l'État de New York, aux États-Unis,. En 2010, elle comptait une population de 21 782 habitants.

## Démographie
Lors du recensement de 2010, la ville comptait une population de 21 782 habitants. Elle est estimée, en 2020, à 25 574 habitants.